# Carlopoli
Carlopoli é uma comuna italiana da região da Calábria, província de Catanzaro, com cerca de 1.781 habitantes. Estende-se por uma área de 16 km², tendo uma densidade populacional de 111 hab/km². Faz fronteira com Bianchi (CS), Cicala, Gimigliano, Panettieri (CS), Sorbo San Basile, Soveria Mannelli.

## Demografia
| Variação demográfica do município entre 1861 e 2011                               |
|                                                                                   |
| Fonte: Istituto Nazionale di Statistica (ISTAT) - Elaboração gráfica da Wikipedia |